# Ana Roca
Ana Roca je hrvatska košarkašica, članica hrvatske košarkaške reprezentacije.

## Karijera
Na MI 2005. u španjolskoj Almeriji osvojila je srebro.